# 即将到来的对日战争
地缘政治分析家乔治·弗里德曼（George Friedman）和梅雷迪思·勒巴德（Meredith LeBard）在1991年出版的《即将到来的对日战争》一书中认为，美国和日本之间的另一场冲突是不可避免的，因为后者正在成为前者的经济威胁。这本书的日文标题翻译为《即将到来的对日战争：“第二次太平洋战争”不可避免》。The Coming War with Japan: A 'Second Pacific War' is inevitable。
弗里德曼和勒巴德关于美国和日本在20年内爆发战争的预测并没有成为现实，日本经济最终因泡沫经济而停滞不前。这本书在商业上取得了成功，尤其是在日本人中，但也受到了批评性的负面评价。对这本书的回顾性分析是从美国对日本或其他在经济上挑战美国的国家持消极态度的角度对其进行了讨论。

## 发展
弗里德曼和勒巴德在宾夕法尼亚州哈里斯堡教书时写了这本书——弗里德曼在狄金森学院教授政治学，勒巴德在哈里斯堡地区社区学院教授写作课。弗里德曼在 1989 年提出了这个想法，并邀请勒巴德作为合著者，使书中内容更加丰富。弗里德曼和勒巴德在写这本书时都没有去过日本。这本书于1990年6月宣布出版，暂定名为《第二次美日战争》（the Second U.S.-Japanese War），弗里德曼表示，这本书将阐述“未来20年内美日发生重大冲突的可能性很大，包括发生武装冲突的可能性”。
这本书最初于1991年5月1日在美国发行。1991年5月21日，日语翻译版发行。日文版由小林沙智（Sachi Kogabayashi）翻译，德间书店出版。

## 梗概
弗里德曼和勒巴德在书中指出，随着苏联解体，冷战即将结束，美国与日本发生冲突的可能性增大，因为美国不再有足够的理由容忍作者所认为的日本经济入侵。弗里德曼和勒巴德预测，美日之间的一系列贸易战将导致两国最终决裂。作者还表示，就像20世纪30年代和40年代的日本帝国一样，日本将寻求控制原材料来源，并将美国赶出西太平洋。两位作者认为，美日热战的唯一替代方案是“漫长而痛苦的冷战”。
作者还对欧洲做出了预测：到1992年，欧洲一体化将导致美国“被挤出”欧洲和苏联市场。弗里德曼和勒巴德进一步预测，这将导致1992年美国总统大选的候选人采取孤立主义和“抨击日本”的言论，从而推动将日本进口产品排除在美国市场之外。
弗里德曼和勒巴德认为，日本武装力量可以迅速扩大为“世界级军事力量”。他们还认为，日本宪法第 9 条只是“法律拟制”，不会阻止日本重新武装或进行侵略运动。为了应对这一威胁，弗里德曼和勒巴德建议将美国海军保持在1991年的规模，并通过削减美国陆军和战略部队的经费来扩大美国海军陆战队的规模。
弗里德曼和勒巴德预计，日美之间的冲突将在“一代人”内展开，世界将“在热战威胁到来之前陷入新的冷战”。他们预测战争借口将是美国切断对日本的原材料供应。书中附带的一张地图显示，到2000年，亚太地区将被划分为美国和日本的势力范围，其中印度尼西亚、朝鲜、马来西亚、泰国和缅甸被描绘为日本的盟友，而台湾、澳大利亚、新加坡和韩国被描绘为美国的势力范围，其他领土（包括中国、越南、蒙古、菲律宾、老挝和柬埔寨）则被标记为“有争议的”。
该书最初的封面上写道：“未来二十年，冲突将进一步升级，并可能（实际上是很有可能）爆发武装冲突，即第二次美日太平洋战争”。后来的版本用积极评价取代了这一说法。

## 反响

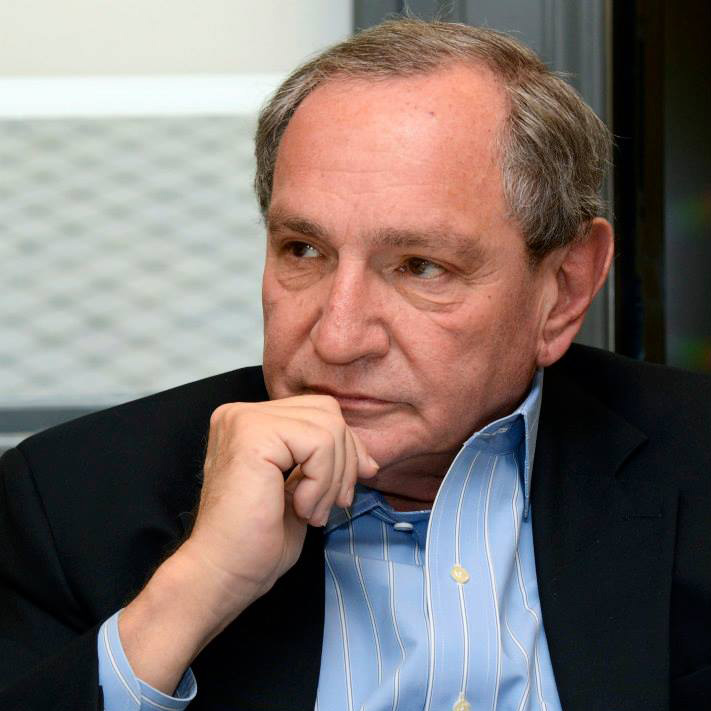
2017年的弗里德曼

詹姆斯·法罗斯（James Fallows）在1991年5月出版的《纽约书评》（New York review）上发表了一篇批评该书的评论，称其“根本无法证明其所宣布的观点”，“即将到来的战争虽然很难令人信服，但并不愚蠢”，并预测“我认为，并希望，20年后，警告潜艇决斗的段落会显得很奇怪”。维克多·V·菲克在1991年9月至 10月的《挑战》杂志上对这本书发表了褒贬不一的评论。菲克认为这本书“因其勇气和坦率而值得尊敬”，但也认为“弗里德曼和勒巴德对战争的预测建立在一系列假设之上，这些假设更像是松散的鹅卵石，而不是坚实的基石”。菲克还批评了这本书，他认为这本书将日美紧张关系的责任完全归咎于美国，但他也表示，这“驳斥了他们所有的书都是在抨击日本的指控”。雷·克莱恩（Ray S. Cline）在1991年秋季版《外交政策》杂志上的一篇评论将这本书总结为“片面的、耸人听闻的”。
1991年7月，尼尔·博伊德在加拿大《金融时报》上发表了一篇评论，批评这本书是基于“过时的观念”，并否认和平可能来得太容易。《经济学人》1991年7月的评论称两位作者“危言耸听”，并指责他们借用轰动效应来”哗众取宠“，随后又表示，美日关系比弗里德曼和勒巴德所描述的要密切和复杂得多。
庆应义塾大学（Keio University）经济学教授岛田晴夫（Haruo Shimada）称这本书“非常危险，因为不了解情况的美国人可能会相信它”。佐木昭一（Shoichi Saeki）在《文艺春秋》上的一篇评论中说：“任何有常识的人都会嘲笑日美之间的战争预测”。杰夫·金斯顿在《日本时报》上指责作者“异想天开的假设和简化的分析”，并表示接受这本书的预测意味着接受“一个难以置信的事件”，而日本人要像书中预测的那样建立一个地区集团，就必须避免被视为威胁。金斯顿进一步批评了这本书，指出作者“轻率第忽视了美国和日本之间的深厚联系”，并指出美国不太可能对日本实施广泛的制裁，因为这将对美国产生经济影响。《东京商业》杂志称这本书是“耸人听闻的废话”。
美国海军陆战队中校加里·安德森在 1992 年春季的《海军战争学院评论》上发表书评，称该书提出了“评论家不应忽视的引人深思的论点”，但他也表示，他们并不认为弗里德曼和勒巴德所预测的冲突是不可避免的。美国陆军工程学校分析师杰布·斯图尔特（Jeb Stewart）在1992年11月的《工程师》杂志上对该书的评论中表示“书中内容在逻辑上存在一些缺陷”，尤其是因为他认为该书未能充分解释中日关系的作用，以及斯图尔特认为日本在这种冲突中需要在反弹道导弹系统上进行大量投资。
美国版在发行九个月内售出 4 万册。日文版在发行三周内售出 6 万册。据报道，截至1992年2月，日文版已售出约35万至40万册。1991年12月7日，一部根据该书改编的纪录片在日本电视台播出。

## 遗留问题
1994年3月，弗里德曼和勒巴德发文称，日本经济繁荣的结束、北美自由贸易协议的形成，以及他们所描述的日本自由民主党的垮台，表明他们的预测正在成为现实。并警告称，美国将很快不再容忍美国对日本的贸易逆差，这将“为下一个行动奠定基础，其影响将远远超出贸易冲突”。弗里德曼和勒巴德结婚后，继续撰写了《战争的未来：二十一世纪的力量、技术和美国的世界主导地位》和《情报优势：如何在信息时代获利》。弗里德曼还撰写了更多的预测作品，包括2009年出版的《未来100年：21世纪预测》和2011年出版的《下一个十年：我们去过哪里……我们要去哪里》。在前一本书中，弗里德曼再次预测了美国和日本之间的战争，这一次将会在2050年代。
弗里德曼和勒巴德预测的美日冲突并没有在他们最初预测的20年内发生，截止到2025年也没有发生。自1991年以来，美国对日本的看法变得更加积极，2021年2月的盖洛普调查显示，84%的美国人对日本持“非常好”或“大部分很好”的看法，高于1991年11月的48%的数据。

### 争议
对该书的回顾性分析，结合其写作年代的“反日”和美国普遍的反亚裔情绪，将其与其他“历史修正主义”文本列为一类。在 2005 年出版的《哥伦比亚亚裔美国人历史指南》一书中，盖瑞·Y·冲宏 (Gary Y. Okihiro) 认为该书以及《即将到来的中美冲突》都基于这样的假设：“日本和中国始终根深蒂固地将美国视为对手和敌人，这种观点不仅基于经济和政治竞争，也基于文明冲突”，不过冲宏也指出，弗里德曼和勒巴德否认该书名为“反日”情绪。纳雷尔·莫里斯在2013年出版的《抨击日本：1980年代以来的反日主义》一书中，将该书与1980年代发布的其他警告进行了比较，例如亨利·斯科特-斯托克斯在1986年发出的警告，即美国可能面临一个拥有核武器的“自杀式”日本。

## 拓展
- 中国即将崩溃
- 日本—美国关系
- 广场协议
- 反日